# Sonnenorgel

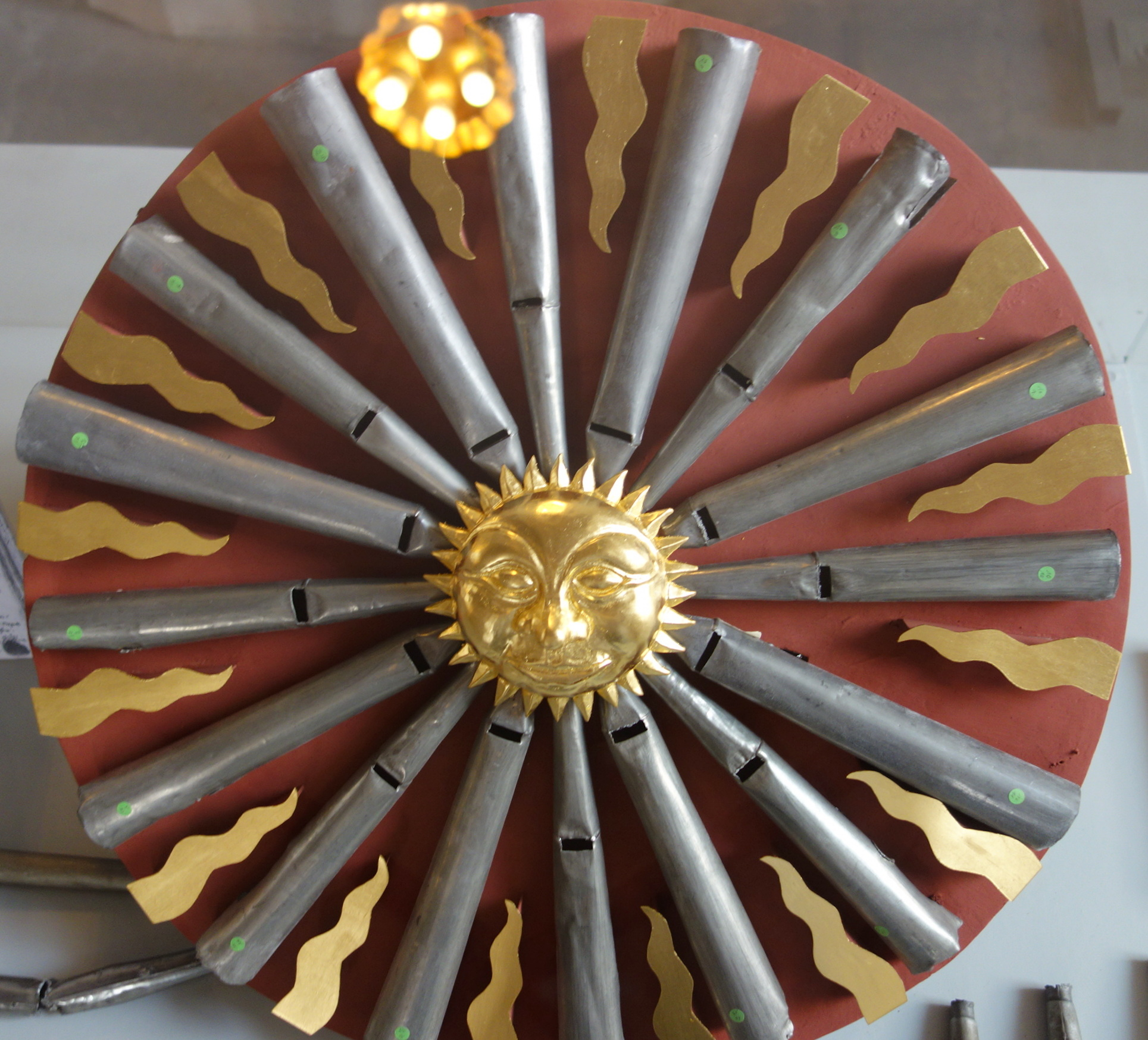
Sonne

Die Sonnenorgel in der Kirche St. Peter und Paul in Görlitz ist eine Besonderheit. Ihr Prospekt von 1703 ist mit 17 Sonnen aus Orgelpfeifen versehen. Das heutige Werk wurde 1997 von Mathis Orgelbau gebaut.

## Vorgängerorgeln

### Casparini-Orgel von 1703
1691 war die Kirche St. Peter und Paul durch einen Brand schwer beschädigt worden. Seit 1697 baute Eugenio Casparini mit seinem Sohn Adam Horatio eine neue Orgel. Diese hatte 57 Register auf drei Manualen und Pedal. Der Prospekt von Johann Conrad Buchau war mit 17 Sonnen versehen, hinter denen gleich lange Orgelpfeifen angebracht wurden. Zwölf von ihnen lassen jeweils einen Ton einer zwölffachen Pedalmixtur erklingen.
1703 wurde die Orgel eingeweiht. 1704 verfasste Christian Ludwig Boxberg eine ausführliche Darstellung des Instruments.
Die Orgel erregte große Aufmerksamkeit. Zar Peter I. von Russland war 1715 von dem Instrument so beeindruckt, dass er bei Boxberg den Entwurf für eine Monstre orgue für St. Petersburg in Auftrag gab, die jedoch nie gebaut wurde. Johann Sebastian Bach bezeichnete sie dagegen als Pferdeorgel, die rossmäßig schwer zu spielen sei. Auch Johann Andreas Silbermann äußerte sich 1741 kritisch. Noch im späten 19. Jahrhundert erregte die ungewöhnliche Konstruktion ihrer Windladen Aufsehen, die durch Windschiede unterteilte Kanzellen und an der Längsseite befestigte, zur Seite in aufgehende Ventile besaßen (die Ursache der ungewöhnlichen Schwergängigkeit waren).
1827 bis 1828 führten Joseph Schinkel und Carl Friedrich Ferdinand Buckow Reparaturen und Änderungen durch; die Orgel besaß danach 55 Register. 1845 bis 1847 baute Friedrich Nikolaus Jahn die Orgel um und erweiterte sie auf 64 Register. 1894 hat die Firma Schlag & Söhne aus Schweidnitz ein neues Instrument mit 53 Registern unter Beibehaltung einiger Register und des Prospekts eingebaut.

### Sauer-Orgel von 1928
Von 1926 bis 1928 baute die Firma W. Sauer aus Frankfurt (Oder) ein neues Instrument mit 89 Registern auf vier Manualen und Pedal mit elektro-pneumatischer Traktur (Taschenladen). Diese war wieder die größte Orgel Schlesiens. 1979 wurde die Orgel für die bevorstehende umfassende Sanierung der Kirche ausgebaut. Lediglich der historische Prospekt blieb stehen und wurde restauriert.

## Mathis-Orgel von 1997
Seit 1990 wurde der Neubau einer neuen Orgel geplant. Den Auftrag erhielt die Firma Mathis Orgelbau aus der Schweiz. Die Disposition sollte an die Casparini-Orgel angelehnt sein. Sie wurde vom Organisten Matthias Eisenberg entworfen.
1997 wurde die Orgel im 1. Bauabschnitt eingeweiht, mit 64 Registern auf drei Manualen und Pedal. 2002 wurden die Pfeifen in den Sonnen durch Mathis restauriert. 2004 wurde im 2. Bauabschnitt ein Schwellwerk mit 23 Registern durch Mathis hinzugefügt. 2021 erfolgte, ebenfalls durch Mathis, eine Erweiterung des Pedals um drei Register. 2024 erfolgte durch Mathis Orgelbau eine Erweiterung um ein Chamadewerk mit sechs  Horizontalzungen (Engelwerk) gestiftet von Matthias Eisenberg. Die Einweihung war Pfingsten 2024. Seitdem verfügt die Orgel über 96 Register.
Disposition
| I Hauptwerk C–a3 |       |
| Principal        | 16′   |
| Groß-Octava      | 08′   |
| Viol di Gamba    | 08′   |
| Hohl-Flöt        | 08′   |
| Rohr-Flöt        | 08′   |
| Fiffaro          | 08′   |
| Rohr-Flöt-Qvint0 | 06′   |
| Octava           | 04′   |
| Spitz-Flöt       | 04′   |
| Salicet          | 04′   |
| Qvinta           | 03′   |
| Super-Octava     | 02′   |
| Mixtur IV        | 02′   |
| Cymbel III       | 1 ⁄3′ |
| Cornet V         |       |
| Bombart          | 16′   |
| Trompet          | 08′   |
| Clarin           | 04′   |

| II Oberwerk C–a3         |       |
| Qvintadena               | 16′   |
| Principal                | 08′   |
| Grob-Gedackt             | 08′   |
| Qvintadena               | 08′   |
| Onda maris               | 08′   |
| Octava                   | 04′   |
| Rohr-Flöt                | 04′   |
| Zynk II                  | 2 ⁄3′ |
| Sedecima                 | 02′   |
| Glöcklein-Thon           | 02′   |
| Vigesima nona            | 1 ⁄3′ |
| Scharff Cymbel III0      | 01′   |
| Cornetti III             |       |
| Trompet                  | 08′   |
| Krumb-Horn               | 08′   |
| Schalmey                 | 04′   |
| Tremulant                |       |
|                          |       |
| Engelswerk               |       |
| Trompeta magna D0        | 016′  |
| Trompeta de batalla B/D0 | 08′   |
| Clarin claro D           | 08′   |
| Bajoncillo B/D           | 04′   |
| Chirimia D               | 02′   |
| Orlos 0                  | 08′   |

| III Schwellwerk C–a3   |       |
| Bordun                 | 16′   |
| Viola pomposa          | 16′   |
| Diapason               | 08′   |
| Doppel-Flöt            | 08′   |
| Bordun                 | 08′   |
| Salicional             | 08′   |
| Gamba                  | 08′   |
| Vox coelestis (ab c0)0 | 08′   |
| Principal              | 04′   |
| Travers-Flöt           | 04′   |
| Viola d’amore          | 04′   |
| Spitz-Flöt             | 03′   |
| Schweitzer-Pfeiff      | 02′   |
| Violine                | 02′   |
| Piccolo                | 01′   |
| Mixtur V               | 02′   |
| Harmonia aeth. III     | 2 ⁄3′ |
| Bombarde               | 16′   |
| Trompette harm.        | 08′   |
| Hautbois               | 08′   |
| Voix humaine           | 08′   |
| Clarinette             | 08′   |
| Clairon                | 04′   |
| Tremulant              |       |

| IV Brustwerk C–a3    |       |
| Gedackt              | 08′   |
| Praestant            | 04′   |
| Gedackte Fleut doux0 | 04′   |
| Nassat               | 03′   |
| Octava               | 02′   |
| Gemss-Horn           | 02′   |
| Qvint-Nassat         | 1 ⁄2′ |
| Tertia               | 1 ⁄2′ |
| Super-Sedecima       | 01′   |
| Scharff-Mixtur III   | 1 ⁄3′ |
| Hobois               | 08′   |
| Tremulant            |       |

| Pedal C–f1                  |       |
| Groß Eisenberg (Akustisch)0 | 64′   |
| Groß-Principal-Bass0        | 32′   |
| Unter-Satz0                 | 32′   |
| Principal-Bass              | 16′   |
| Contra-Bass                 | 16′   |
| Sub-Bass                    | 16′   |
| Basso Dolcissimo0           | 16′   |
| Groß-Qvinten-Bass           | 12′   |
| Octav-Bass                  | 08′   |
| Gemss-Horn-Bass             | 08′   |
| Jubal-Flöt                  | 08′   |
| Super-Octav-Bass            | 04′   |
| Jubal-Flöt                  | 04′   |
| Bauer-Flöt                  | 02′   |
| Mixtur VI                   | 2 ⁄3′ |
| Contra-Posaunen             | 32′   |
| Posaunen                    | 16′   |
| Fagotti                     | 16′   |
| Trompeten-Bass              | 08′   |
| Tromba                      | 08′   |
| Clarinen-Bass               | 04′   |
| Vox Angelica                | 02′   |

- Koppeln:
  - Normalkoppeln: II/I, III/I, IV/I, IV/II, IV/III, III/II, I/P, II/P, III/P, IV/P.
  - Superoktavkoppel: III/P.
  - Suboktavkoppeln: III/I, III/III.
  - Engelswerk-Koppeln: EW/I, EW/II, EW/III, EW/P.
- Nebenregister: Cymbelstern, Nachtigall, Vogel-Gesang, Tamburo 16′, Kuckuck, Sonnenmixtur (12fache Pedalmixtur mit Tromba 8′)
- Spielhilfen: Tutti, Absteller, Koppelhilfen, 1.000-facher Setzer, Crescendowalze mit vier speicherbaren Programmen.
- Anmerkung: Von dieser Orgel existiert ein Sampleset (Mit Ausnahme der Sonnenmixtur).